# Evropska zveza študentov farmacije
Evropska zveza študentov farmacije (EPSA) je neprofitna, nevladna, nepolitična, nereligiozna vrhovna organizacija 45ih farmacevtskih študentskih organizacij iz 35ih držav in predstavlja več kot 100.000 študentov farmacije iz celotne Evrope. Geslo EPSA-e: '"Bringing Pharmacy, Knowledge and Students Together" odraža njeno željo za spodbujanje idej in stališč vseh evropskih študentov farmacije z namenom izboljševanja izobrazbe, poklica farmacije in napredkov v znanosti. EPSA ima svoj sedež v Bruslju, v Belgiji v pisarnah PGEU. 

### Generalna skupščina
EPSA Generalna skupiščina oz. General Assembly (GA) je vrhovni avtoritativni in izvršilni organ zveze. Sestavljajo jo uradni delegati iz Ordinary in Associate članic v EPSA-i, ki predstavljajo svojo organizacijo. Zaseda dvakrat na leto med Letnim kongresom in Jesensko skupščino. 

### EPSA Ekipa
EPSA ekipa je izvoljena na Generalni skupščini vsako leto med Letnim kongresom. Vodena s strani Izvršnega Odbora, EPSA ekipa sodeluje celo leto z raznimi EPSA Članskimi organizacijami z namenom, da doseže EPSA cilje. 

#### Izvršni odbor
Izvršni odbor EPSA-e, skrbi za tekoče zadeve organizacije in vodi delovanje v imenu EPSA-e na različnih področjih. Izvršni odbor je sestavljen iz 8ih izvoljenih članov in enega imenovanega »Imediate Past Presiden 
Predsednik (predsednik@epsa-online.org) - njegova glavna dolžnost je vodenje vseh zadev, ki se tičejo organizacije. 
Vice President of Internal Affairs (vp.ia@epsa-online.org) – je zadolžen za vzdrževanje notranje komunikacije in je glavni kontakt za Uradnike za Zvezo. 
Secretary General (secgen@epsa-online.org) — je zadolžen za vzdrževanje vseh dokumentov EPSA-e. 
Treasurer (treasurer@epsa-online.org) — njegova glavna dolžnost je vodenje financ v EPSA-i. 
Vice President of Education (vp.education@epsa-online.org) – je odgovoren za izobraževalne tematike znotraj organizacije in je povezovalni člen z Organizacijskimi odbori EPSA dogodkov glede teme dogodka ter izobraževalnega programa. 
Vice President of Public Relations (vp.pr@epsa-online.org) – njegova glavna naloga je koordinaranje vseh aktivnosti EPSA-e, ki se tičejo podobe in promocije organizacije. 
Vice President of External Relations (vp.er@epsa-online.org) – njegova primarna dolžnost je krepitev odnosov med evropskimi študenti farmacije, strokovnjaki ter drugimi študentskimi organizacijami. 
Vice President of European Affairs (vp.ea@epsa-online.org) – se za časa svojega mandata nahaja v Bruslju in dela kot pripravnik v pisarni PGEU (Pharmaceutical Group of the European Union) s polnim delovnim časom za EPSA-o in PGEU. 
Immediate Past President (ipp@epsa-online.org) – The Immediate Past President se nahaja v Izvršnem odboru EPSA-e in ima svetovalno vlogo. 
EPSA Ekipo sestavlja 30 članov, ki so razdeljeni v naslednje oddelke: Oddelek za Notranje zadeve, Izobraževalni oddelek, Oddelek za Stike z javnostjo, Oddelek za Zunanje zadeve in Oddelek za Evropske zadeve. Dolžnosti in odgovornosti posameznega oddelka so razloženi na spletni strani EPSA-e. 

### Uradniki za zvezo
EPSA Uradniki za Zvezo so izvoljeni ali imenovani s strani Članic EPSA-e, njihova glavna naloga pa je zagotavljanje izvedbe EPSA projektov in aktivnosti na lokalnem področju ter vzpostavitev povezave med Izvršnim odborom iz posamezne države in Izvršnim odborom EPSA-e. 

### Individual Mobility Project (IMP) Odbor Koordinatorjev
Odbor IMP Koordinatorjev skrbi za ugoden razvoj EPSA Indiviual Mobility Project-a (IMP) kot celoto. 

### Educational and Professional Affairs Advocacy (EduProf) Platforma
EduProf Platforma skrbi za predstavljanje študentov v EPSA-i in podpira namene Članskih  organizacij. Njen ultimativni cilj je zbiranje različnih mnenj članov EPSA-e ter njihovo predstavljanje. Vsaka EPSA Članska organizacija ima 2 EduProf predstavnika, ki predstavljata svojo organizacijo v EduProf platformi.     

### Individualni Člani, Prijatelji Organizacije in Opazovalci
Študenti farmacije in tisti, ki so diplomirali v državah, ki so članice Sveta Evrope, se lahko še v roku dveh let po diplomi, če še niso zastopani v EPSA-i, prijavijo za Individualno članstvo. 

Posamezniki, društva, podjetja in ostale stranke, ki želijo podpirati in biti vključeni v delovanje EPSA-e, se lahko prijavijo za status Prijatelja Organizacije. 

### Članske Organizacije
EPSA Organizacije Članice so državna in lokalna društva študentov farmacije držav znotraj geografskega območja Evrope, ki so prepoznana s strani Sveta Evrope kot neodvisne države. EPSA ima 45 Članskih Organizacij. 
- AEFFUL Students' Association of the Faculty of Pharmacy of the University of Lisbon (Associação dos Estudantes da Faculdade de Farmácia da Universidade de Lisboa) - Portugal - Associate Member.
- AFÖP Austrian Pharmaceutical Students' Association (Akademischer Fachverein Österreichischer Pharmazeutinnen) - Ordinary Member
- AHUPS Association of Hacettepe University Pharmacy Students'(Hacettepe Üniversitesi Eczacılık Öğrencileri Birliği) - Associate Member
- ANEPF French National Pharmaceutical Students' Association (Association Nationale des Etudiants en Pharmacie de France) - Ordinary Member
- APEF Portuguese Pharmaceutical Students' Association (Associação Portuguesa de Estudantes de Farmácia) - Ordinary Member
- asep Swiss student association in pharmacy (association suisse des étudiants en pharmacie) - Ordinary Member
- ASFRM Association of Students Pharmacists of the Republic of Moldova - Moldova - Associate Member
- BPhD German Pharmaceutical Students' Association (Bundesverband der Pharmaziestudierend en Deutschland) - Ordinary Member
- BPhSA Bulgarian Pharmaceutical Students' Association (Българска фармацевтична студентска асоциация) - Ordinary Member
- BPSA British Pharmaceutical Students' Association - Ordinary Member
- CPSA Croatian Pharmacy and Medical Biochemistry Students' Association (Udruga studenata farmacije i medicinske biokemije Hrvatske) - Ordinary Member
- CIUPSA Cyprus International University Pharmacy Students' Association (CIUPSA) - Cyprus - Ordinary Member
- CzPSA Czech Pharmaceutical Students' Association (Spolek českých studentů farmacie) - Czech Republic - Associate Member
- EMUPSS Eastern Mediterranean University Pharmacy Students Society - Cyprus - Associate Member
- FASFR Federation of Pharmacy Students' Associations in Romania (Federatia Asociatilor Studentilor Farmacisti din România) - Ordinary Member
- FEEF Federación Española de Estudiantes de Farmacia - Spain - Ordinary Member
- FiPSA Finnish Pharmaceutical Students' Association - Finland - Ordinary Member
- GPSF Greek Pharmaceutical Students Federation - Greece - Associate Member
- HUPSA Hungarian Pharmaceutical Students' Association (Magyar Gyógyszerészhallgatók Egyesülete) - Hungary - Associate Member
- IPSA Irish Pharmaceutical Students' Association (IPSA) - Ireland - Associate Member
- IUPSA Int Istanbul University Pharmaceutical Students' Association International - Turkey - Ordinary Member
- K.N.P.S.V. Royal Dutch Association of Pharmaceutical Students (Koninklijke Nederlandse Pharmaceutische Studenten Vereniging) - Ordinary Member
- LPSA Latvian Pharmacy Students' Association (Latvijas Farmacijas Studentu Asociacija) - Ordinary Member
- MAYA Medical Association Youth Albania - Associate Member
- MPSA Macedonian Pharmaceutical Students' Association (Студентски Сојуз на Фармацевти на Македонија) - Ordinary Member
- MPSA Malta Pharmaceutical Students' Association - Ordinary Member
- MUPSA Marmara University Pharmaceutical Students' Association - Associate Member
- NAPSer National Association of Pharmacy Students of Serbia (Nacionalna Asocijacija Studenata Farmacije-Srbija) - Ordinary Member
- NoPSA Norwegian Pharmaceutical Students' Association - Ordinary Member
- PPSA Polish Pharmaceutical Students' Association, Polskie Towarzystwo Studentów Farmacji, (PTSF) – Poland - Ordinary Member
- SAFF Student Association of Pharmacy Faculty Sarajevo (SAFF) - Bosnia and Herzegovina - Ordinary Member
- SAFPUM Student Assembly Faculty of Pharmacy University of Mostar (Studentski zbor Farmaceutskog fakulteta Sveučilišta u Mostaru) - Bosnia and Herzegovina - Associate Member
- SPSA Slovakian Pharmaceutical Students' Association - Ordinary Member
- SFD Students' Pharmaceutical Association - Lithuania - Ordinary Member
- SNAPS Swedish National Association of Pharmaceutical Students - Ordinary Member
- SoP Students of Pharmaceutical Science - Denmark - Ordinary Member
- SSFB Bucharest Pharmaceutical Students Society (Societatea Studentilor in Farmacie Bucuresti - Associate Member
- ŠSSFD Students' Section of Slovene Pharmaceutical Society (Študentska sekcija Slovenskega farmacevtskega društva) - Ordinary Member
- TÜRS MTÜ Tartu Ülikooli Rohuteaduse Selts - Estonia - Ordinary Member
- UBIPharma Universidade Beira Interior Pharma - Portugal - Associate Member
- USF Union of students pharmacy (Unie Studentů Farmacie) – Czech Republic - Ordinary Member
- USFP Union of students of Faculty of Pharmacy - Montenegro - Associate Member
- VFSO Vlaams Farmaceutisch Studenten Overleg (VFSO) - Belgium - Ordinary Member
- YPAA Young Pharmacists Association Armenia - Associate Member
- MSU Ukraine - Associate Member

### Odbor Zaupnikov
Odbor Zaupnikov sestavljajo strokovnjaki iz različnih področij farmacije, ki pomagajo izvršnemu odboru EPSA-e s svojim znanjem in kontakti. 

### Častno Članstvo
Častno Članstvo je podeljeno osebam, ki so naredile izjemno delo za dobrobit Organizacije. 

### Pododbori in Delovne Skupine
Aktivni Pododbori so trenutno Alumni Svetovalni Odbor in Pododbor za Stike z javnostjo. Prvi je sestavljen iz bivših članov EPSA ekipe, ki služijo organizaciji s svojim svetovanjem. Drugo sestavljajo Člani EPSA-e, ki pomagajo oddelku za Stike z javnostjo glede pregledovanj besedil, oblikovanja in drugih dolžnosti. 

## Dogodki

### Letni kongres
EPSA Letni kongres je največji dogodek v EPSA-inem koledarju, kjer se srečajo vsi EPSA člani s priložnostjo diskutiranja o farmacevtskem poklicu na splošno. Ponavadi poteka v Aprilu. EPSA Letni kongres sestavlja izobraževalni program (delavnice in treningi), zabavni program in Generalna skupščina. Lyon v Franciji je bil izvoljen kot naslednje mesto, ki bo gostilo Letni Kongres leta 2020. 

### Jesenska skupščina
EPSA Jesenska skupščina je drugi najpomembnejši dogodek, ki ponavadi poteka v Oktobru. Namen EPSA jesenske skupščine je, da člani EPSA-e vidijo kako deluje EPSA na polovici njihovega mandata in da pridobijo motivacijo za nadaljnje delo. Naslednja jesenska skupščina bo potekala v Poreču, v Oktobru 2019. 

### Poletna univerza
Poletna Univerza je tretji največji dogodek EPSA-e v letu in ponavadi poteka konec julija. 21. edicija Poletne univerze bo potekala v Portorožu v Sloveniji, julija 2019. 

### Letna recepcija
Letna recepcija oziroma Annual Reception (AR) poteka vsako leto nekje v februarju v Bruslju v Belgiji, kjer se nahaja sedež EPSA-e. Glavni namen dogodka je, da EPSA predstavi svoje delo in projekte EPSA Odboru Zaupnikov, partnerjem in drugim institucijam, ki jih zanima delo EPSA-e. 

## Stiki z javnostjo

### Newsletter
EPSA Newsletter je uradna EPSA publikacija, ki vsebuje članke EPSA članov in strokovnjakov z namenom, da se predstavijo sveži EPSA-ini projekti, novice ter napredki in da se izmenjajo izkušnje ter znanje med člani EPSA-e. Izhaja trikrat letno. 

### Monthly Dose
EPSA Monthly Dose želi EPSA-o in njene projekte približati študentom, ki jim delovanje organizacije ni popolnoma blizu. Izhaja vsak mesec s strani EPSA Publications Koordinatorja in vsebuje informacije o relevantnih projektih EPSA-e in Članskih organizacij, o bližajočih se dogodkih in svežih objavljenih člankov. 

### ESSP (EPSA Students’ Science Publication)
ESSP zbira in objavlja povzetke člankov znanstvenga dela EPSA članov. Vsi povzetki so pregledani s strani EUFEPS-a (European Federation for Pharmaceutical Sciences), tako da študenti dobijo strokovno povratno mnenje. Izhaja trikrat letno. 

### Activity Booklet
Activity Booklet izhaja enkrat letno in vsebuje informacije o vseh dosežkih EPSA-e v preteklem koledarskem letu. 

### Educational Outcomes
EPSA zbira in objavlja educational outcomes EPSA dogodkov in spletnih aktivnosti kot npr. webinar. 

### EPSA Blog
Povezan z EPSA spletno stranjo je tudi EPSA Blog. Tukaj se redno objavljajo članki, ki se tičejo aktivnosti EPSA-e, njenih članov ter drugih. 

### Družbena omrežja
EPSA uporablja tudi družbena omrežja kot so Facebook, Twitter, Instagram in EPSA Blog, da doseže čim več študentov in jih obvešča o novosti EPSA-e ter njenih aktivnosti. 

### EPSA spletna stran
Glavni vir informacij o EPSA-i je EPSA spletna stran, kjer so na voljo vse informacije o njenih projektih in aktivnostih, kakor tudi vse publikacije. 

## Projekti

### Webinar o EPSA projektih in aktivnostih.
Z namenom približanja EPSA-e svojim članom se dvakrat na leto organizira Webinar EPSA projektov in aktivnosti. 

### Koledar EPSA dogodkov in izobraževalnih aktivnosti
Koledar EPSA dogodkov in izobraževalnih aktivnosti je koledar, ki vsebuje izobraževalne aktivnosti, ki so na voljo evropskim študentom farmacije in svežim diplomantom ter so organizirane s strani EPSA Članskih organizacij. Na voljo so na EPSA spletni strani in LLeaP platformi. 

### EPSA Alumni projekt
EPSA Alumni projekt skrbi za povezavo trenutnih in bivših članov EPSA ekipe z namenom, da EPSA skozi njihove nasvete kot organizacija raste in se razvija. 
Del Alumni projekta je tudi Alumni Weekend (AW), organiziran med EPSA kongresi, kakor tudi Alumni Advisory Board (AAB), namenjen da svetuje in podpira trenutno EPSA ekipo.

### Next Generation Chats in Next Generation Training
Namen teh projektov je predstavitev delovanja EPSA-e vsem EPSA članom, ki jih to zanima. Chat-i potekajo preko spleta nekje mesec dni pred Letnim kongresom, medtem ko Training poteka med vikendom pred Letnim kongresom. 

### Lifelong Learning Platform (LLeaP)
The EPSA Lifelong Learning Platform (LLeaP) študentom farmacije, ki se aktivno vključujejo v izobraževalne aktivnosti omogoča, da zato pridobijo oprijemljive ugodnosti. Projekt spodbuja vseživljensko učenje in opozarja na pomembnost dokumentiranja vseh strokovnih aktivnosti ter promoviranja le-teh med študenti farmacije. 

### Methodology Booklet
Methodology Booklet je zbirka mnenj študentov farmacije, ki se tičejo izobraževanja farmacije v Evropi. Posodobljena je vsakih 5 let. 

### Javne kampanje in družbene aktivnosti
Javne kampanje so izvedene preko spleta in na državnem/lokalnem območju EPSA Članov. 
Različne družbene aktivnosti, kot humanitarni teki, zbiranje oblačil so izvedeni med letom skozi EPSA dogodke in preko spleta

### EPSA Science Day
Science Day poteka me Letnim kongresom. Njegov primarni cilj je da študenti, ki opravljajo magistrski ali doktorski študij predstavijo svoja raziskovalna dela vsem udeležncem Letnega kongresa. Organizirajo se predstavitve s pomočje posterjev in ustnih predstavitev. 

### EPSA Science! Monthly
EPSA Science! Monthly je projekt, ki se organizira vsak mesec in vsebuje pripravljanje šestih različnih člankov o določeni temi. Na voljo je na EPSA spletni strani in EPSA družbenih omrežjih. 

### Znanstvena ekskurzije
Znanstvena ekskurzija omogoča študentom farmacije, ki jih zanima znanost, vzpostavitev kontakta s strokovnim svetom. Organizirajo se med EPSA dogodki in lokalno s strani EPSA Članic. 

### Znanstveni blog
Znanstveni Blog je interaktivno platforma, ki je namenjena, da študentom farmacije približa znanost. Tukaj se objavljajo članki na različne teme ter različni izzivi. 

### EPSA Training Project
Trening je neformalna izobrazba, ki poteka skozi poljubno zastavljene okvirje. Udeleženci se med izobraževanjem zabavajo ter spoznavajo pomembnost vseživljenjskega učenja in osebne rasti. Treningi se organizirajo med EPSA dogodki, lahko pa povabiš EPSA trenerje tudi v svojo mesto! 

### Tekmovanja preko družbenih omrežij
Oddelek za Stike z javnostjo organizira različna tekmovanja preko družbenih omrežij, ki se jih lahko udeležijo vsi EPSA člani. 

### Individual Mobility Project
EPSA Individual Mobility Project (IMP) je dolgoročni projekt, ki študentom farmacije (še posebej tistim v višjih letnikih oziroma tistim, ki so pravkar diplomirali), omogoča pridobivanja izkušenj na delovnih mestih različnih farmacevtskih področjih po vsej Evropi 

### TWINNET
TWINNET je nemenjen sodelovanju med EPSA Članskimi organizacijami. 

### Students' Guide
Students' Guide je platforma, ki ponuja informacije o različnih Erasmus priložnostih za študente farmacije, kakor tudi informacije o študiju in življenju v različnih evropskih mestih. 

### EPSA Humanitarian Mobility Project
EPSA Humanitarian Mobility Project je namenjen kombiniranju mobilnostnih in humanitarnih aktivnosti. Člani EPSA-e potujejo na različne lokacije in pomagajo pomoči potrebnim skozi različne aktivnosti. 

### EPSA Mentoring Project
Projekt skrbi za vzpostavljanje vezi med farmacevtskimi strokovnjaki in študenti farmacije, z namenom da študenti pridobijo karierne nasvete z mednarodne perspektive. 

### Career Page
Career Page skrbi za obveščanje glede potencialnih možnosti zaposlitve za farmacevte. Na voljo je na EPSA spletni strani ter LLeaP platformi. 

### Pogovor s strokovnjaki
Pogovor s strokovnjaki je aktivnost, ki omogoča kontakt med študenti/diplomanti in strokovnjaki. Organizira se lahko preko spleta ali na EPSA dogodkih. 

### Career Fair
Career Fair je organiziran med EPSA dogodki. Partnerji EPSA-e in Organizacijskega odbora se predstavljajo skozi stojnice in krajše predstavitve. Druge interaktivne aktivnosti, so pravtako organizirane.